# Paweł Nastula

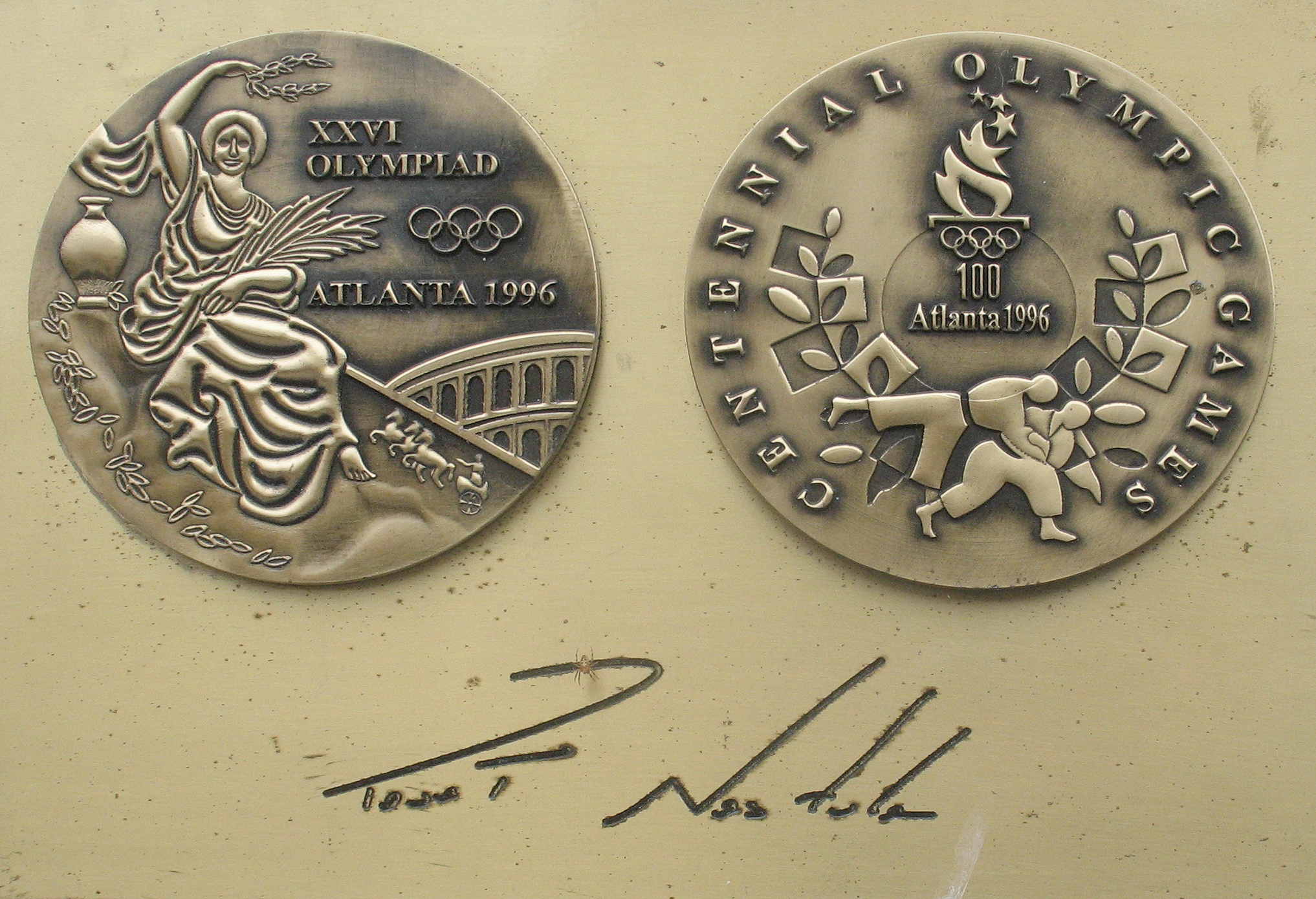
Kopia medalu i autografu Pawła Nastuli w Alei Gwiazd Sportu w Dziwnowie

Paweł Marcin Nastula (ur. 26 czerwca 1970 w Warszawie) – polski judoka, mistrz olimpijski z Atlanty w 1996, dwukrotny mistrz świata, trzykrotny mistrz Europy, trzynastokrotny mistrz Polski. Posiada 7. dan w judo. W latach 2005-2014 zawodnik mieszanych sztuk walki (MMA). Absolwent wychowania fizycznego, trener II klasy, certyfikowany trener International Judo Federation

## Kariera judo
Zaczął trenować judo w wieku 10 lat w AZS-AWF Warszawa. Jego długoletnim trenerem był Wojciech Borowiak. W 1989 zdobył brązowy medal mistrzostw Europy juniorów w Atenach. Sukces ten powtórzył rok później w Ankarze. W 1991 zdobył mistrzostwo Polski w kategorii wagowej do 95 kg oraz srebrny medal w kategorii „open”. W tym samym roku został powołany do reprezentacji na mistrzostwa świata w Barcelonie, na których niespodziewanie zdobył srebrny medal.
W 1992 wystartował na igrzyskach olimpijskich w Barcelonie, dotarł do półfinału, w którym zmierzył się z doświadczonym Brytyjczykiem Raymondem Stevensem. Z upływem czasu słabł szybciej niż Stevens, toteż w czasie pojedynku został trzykrotnie ukarany za brak aktywności i pasywną postawę, co spowodowało, że sędziowie uznali wyższość Brytyjczyka. Walkę o brązowy medal stoczył z Rosjaninem Dmitrijem Siergiejewem. Szybko ją przegrał z powodu zmęczenia po poprzednim pojedynku i ostatecznie zajął piąte miejsce w swojej kategorii. W tym samym roku zwyciężył w turnieju Jigoro Kano Cup w Tokio. Nastula był pierwszym Polakiem, który tryumfował w tym prestiżowym turnieju.

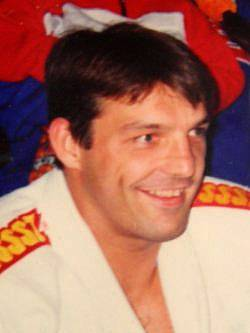
Paweł Nastula jako judoka (1998)

W lutym 1994 został finalistą turnieju w Paryżu (wygrał z nim wówczas Francuz Eric Fauroux), od tego czasu aż do 13 marca 1998 był niepokonany w walkach (wówczas pokonał go Stephane Traineau). Na sukcesy Nastuli pracował sztab szkoleniowy i medyczno-techniczny pod nazwą Nastula Judo Team. Również w 1994 wystartował w mistrzostwach Europy, które odbywały się w Gdańsku. W półfinale wygrał wycieńczający pojedynek z Raymondem Stevensem, po którym wydawało się, że stracił przytomność. Nastula w finale pokonał Holendra Bena Sonnemansa i tym samym został mistrzem Europy.
Na igrzyska w Atlancie wyjechał jako faworyt. Startował w kat. do 95 kg. W pierwszym pojedynku szybko poddał broniącego olimpijskiego złota Węgra Antala Kovácsa. Następnym rywalem Polaka był Włoch Luigi Guido, którego pokonał w niecałe cztery minuty. W półfinale Nastula zwyciężył Brazylijczyka Aurélio Miguela. W finale pokonał natomiast w niespełna półtorej minuty Koreańczyka Kim Min-soo i zdobył mistrzostwo olimpijskie. W 1996 Europejska Unia Judo przyznała mu tytuł najlepszego zawodnika Europy.
Pod koniec kariery startował w kategorii wagowej do 100 kg (federacja judo zlikwidowała kategorię do 95 kg). W 1999 zdobył jeszcze srebrny medal na mistrzostwach Europy w Bratysławie. Był to jego ostatni znaczący międzynarodowy sukces w judo. W 2000 wydał książkę Moje judo, w której opisuje swoje ulubione techniki i ich kombinacje.
W 2004 zakończył karierę judoki. Łącznie jako jedyny Polak i nieliczny zawodnik na świecie zdobył złote medale na turniejach mistrzostw olimpijskich (1 raz), świata (2 razy), Europy (3 razy) i kraju (13 razy mistrz Polski).
Założył Klub Sportowy „Nastula Club”, w którym prowadzi sekcję judo; prowadzona przez niego zawodniczka Aleksandra Kowalewska jest wielokrotną Mistrzynią Polski i zajęła trzecie miejsce na Mistrzostwach Europy Młodzieżowców U23.

## Kariera MMA

### PRIDE FC
Pierwszą zawodową walkę Nastula stoczył w organizacji PRIDE. Pomimo debiutu stanął do walki z jednym z czołowych zawodników PRIDE w wadze ciężkiej i doświadczonym Brazylijczykiem, Antônio Rodrigo Nogueirą. Ze względu na swoje zdrowie i brak doświadczenia, Nastula próbował wynegocjować krótszą walkę z zasadami PRIDE Bushido. Nogueira odmówił, więc Paweł mimo wszystko zdecydował się na normalne zasady. Nastula spisywał się dobrze podczas walki, utrzymując się w grapplingowych wymianach przez pierwszą połowę rundy, ale jego brak doświadczenia był widoczny, gdy Nogueira wykorzystał swoją uderzającą przewagę, zdobywając przewagę z kilkoma kolanami przy głowie. Pojedynek przegrał przez TKO.
Jego drugim przeciwnikiem był równie doświadczony zawodnik – Aleksandr Jemieljanienko, ćwiczący sambo. Był to brat legendarnego Fiodora Jemelianenki. Nastula spisywał się lepiej niż w poprzedniej walce, kontrolował momentami akcje zarówno w stójce jak i w parterze, ale ostatecznie przegrał walkę przez poddanie.
W swojej trzeciej walce w lipcu 2006 roku wygrał z niepokonanym wcześniej profesjonalistą MMA Edsonem Drag. Pojedynek zwyciężył przez poddanie (dźwignię na łokieć).
Kolejna walka Nastuli odbyła się 21 października 2006, podczas pierwszej gali PRIDE organizowanej w Stanach Zjednoczonych (PRIDE 32). Oponentem Polaka był Josh Barnett. Amerykanin wygrał przez poddanie (dźwignia na staw skokowy). Była to ostatnia walka Nastuli w PRIDE. Przeprowadzone po walce z Barnettem badanie antydopingowe wykazało w próbce moczu Nastuli śladowe ilości sterydu anabolicznego nandrolonu oraz zakazanych stymulantów (fenylopropanolaminy, pseudoefedryny i efedryny). Pełnomocnik Polaka argumentował, że próbki zostały zanieczyszczone, później zaś, że niewielkie ilości zakazanych substancji wskazują na to, że znalazły się w organizmie zawodnika przypadkowo. Komisja rozpatrująca sprawę (Nevada State Athletic Commission) nie dała wiary tym wyjaśnieniom. Nastula został zawieszony na 9 miesięcy i obciążony karą finansową w wysokości $6500.

### World Victory Road
Po PRIDE Nastula podpisał kontrakt z World Victory Road i wystąpił na gali Sengoku 4, przegrywając przez kontrowersyjne TKO z Yang Dong Yi. Polak przegrał w kontrowersyjnych okolicznościach przez techniczny nokaut, gdy po nieudanej próbie założenia dźwigni rywalowi, nie podniósł się z maty, mimo komendy do powstania, co sędzia zinterpretował jako niezdolność do dalszej walki.

### Powrót do MMA
Po raz pierwszy przed polską widownią walczył we wrześniu 2010 na gali Fighters Arena, gdy pokonał w Łodzi Japończyka Yusuke Masudę przez TKO w 26. sekundzie walki. Rok później podczas gali w Koszalinie w podobny sposób pokonał dwukrotnego mistrza olimpijskiego w zapasach Andrzeja Wrońskiego.
1 października 2011 stoczył pojedynek na gali STC: Bydgoszcz vs. Toruń, a jego przeciwnikiem był Amerykanin Jimmy Ambriz. Nastula wygrał przez poddanie w pierwszej rundzie z powodu kontuzji Ambriza, który naderwał triceps.

### KSW
Jesienią 2012 związał się z organizacją KSW. 16 marca 2013 zwyciężył Amerykanina Kevina Asplunda przez poddanie – klucz na łokieć. Pojedynek ten był również eliminatorem do walki o pas KSW w wadze ciężkiej.
Na gali KSW 24 Nastula zmierzył się z Karolem Bedorfem w walce o tytuł pierwszego mistrza KSW w wadze ciężkiej. Przegrał pojedynek przez niezdolność do walki.
7 grudnia 2014 zmierzył się z Mariuszem Pudzianowskim na gali KSW 29 w Krakowie. Walkę przegrał przez jednogłośną decyzję.
Dziesięc lat później podczas gali KSW 99 ogłoszono, że Paweł Nastula dołączy do Hall of Fame organizacji KSW. Oficjalne wprowadzenie olimpijczyka do Galerii Sław nastąpi na jubileuszowej gali XTB KSW 100.

## Osiągnięcia

### Judo
- 1991: Mistrzostwa Świata w Barcelonie – 2 miejsce
- 1994: Mistrzostwa Europy w Gdańsku – 1 miejsce
- 1995: Mistrzostwa Świata w Tokio – 1 miejsce
- 1996: Mistrzostwa Europy w Hadze – 1 miejsce
- 1996: Igrzyska Olimpijskie w Atlancie – złoty medal
- 1997: Mistrzostwa Świata w Paryżu – 1 miejsce
- 1999: Mistrzostwa Europy w Bratysławie – 2 miejsce

### Mieszane sztuki walki
- 2011: mistrz wagi ciężkiej Streetfighters Team Cup
- 2024: KSW Hall of Fame[24]

## Lista walk w MMA
| Wynik     | Bilans | Przeciwnik (bilans przed walką)   | Rozstrzygnięcie                      | Runda | Czas | Rozgrywki                              | Data       | Miejsce   | Uwagi                                                                                              |
| --------- | ------ | --------------------------------- | ------------------------------------ | ----- | ---- | -------------------------------------- | ---------- | --------- | -------------------------------------------------------------------------------------------------- |
| Przegrana | 5-6    | Mariusz Pudzianowski (7-3. 1 NC)  | Decyzja (jednogłośna)                | 3     | 3:00 | KSW 29: Reload                         | 07.12.2014 | Kraków    | Co-Main Event                                                                                      |
| Przegrana | 5-5    | Karol Bedorf (9-2)                | TKO (niezdolność do walki)           | 2     | 2:25 | KSW 24: Starcie Gigantów               | 28.09.2013 | Łódź      | Walka o międzynarodowe mistrzostwo KSW w wadze ciężkiej, Bonus za walkę wieczoru. Co-Main Event    |
| Wygrana   | 5-4    | Kevin Asplund (15-3)              | Poddanie (klucz na rękę – americana) | 1     | 2:33 | KSW 22: Czas Dumy                      | 16.03.2013 | Warszawa  | Debiut w KSW. Eliminator do walki o międzynarodowe mistrzostwo KSW w wadze ciężkiej. Co-Main Event |
| Wygrana   | 4-4    | Jimmy Ambriz (15-17-1)            | TKO (kontuzja ręki)                  | 1     | 1:50 | STC: Bydgoszcz vs. Toruń               | 01.10.2011 | Bydgoszcz | Zdobył pas STC w wadze ciężkiej.                                                                   |
| Wygrana   | 3-4    | Andrzej Wroński (0-0)             | TKO (ciosy pięściami)                | 1     | 1:09 | Wieczór Mistrzów                       | 20.08.2011 | Koszalin  | |
| Wygrana   | 2-4    | Yusuke Masuda (2-8-3)             | TKO (ciosy pięściami)                | 1     | 0:26 | Fighters Arena 1                       | 03.09.2010 | Łódź      | Main Event                                                                                         |
| Przegrana | 1-4    | Yang Dong-i (6-0)                 | TKO (niezdolność do walki)           | 2     | 2:15 | World Victory Road Presents: Sengoku 4 | 24.08.2008 | Saitama   | |
| Przegrana | 1-3    | Josh Barnett (22-4)               | Poddanie (dźwignia na staw skokowy)  | 2     | 3:04 | PRIDE 32: The Real Deal                | 21.10.2006 | Las Vegas | Nastula przeszedł pozytywny test na obecność sterydów.                                             |
| Wygrana   | 1-2    | Edson Drago (9-0)                 | Poddanie (dźwignia na łokieć)        | 1     | 4:33 | PRIDE Critical Countdown Absolute      | 01.06.2006 | Saitama   | |
| Przegrana | 0-2    | Aleksandr Jemieljanienko (7-1)    | Poddanie (duszenie zza pleców)       | 1     | 8:45 | PRIDE Shockwave 2005                   | 31.12.2005 | Saitama   | |
| Przegrana | 0-1    | Antônio Rodrigo Nogueira (24-3-1) | TKO (ciosy pięściami)                | 1     | 8:38 | PRIDE Critical Countdown 2005          | 26.06.2005 | Saitama   | Debiut w MMA.                                                                                      |

## Życie prywatne i kariera polityczna
Od 8 marca do 19 kwietnia 2009 uczestniczył w dziewiątej edycji programu Taniec z gwiazdami, w parze z Magdaleną Soszyńską-Michno zajął szóste miejsce, odpadając w siódmym odcinku.
Od 3 listopada 2012 współprowadził program TVN Turbo MMAster.
W wyborach samorządowych w 2010 został wybrany radnym VI kadencji (2010–2014) do rady miejskiej Łomianek, kandydując z ramienia stowarzyszenia „Twoje Łomianki”. W roku 2011 wystartował w wyborach do Sejmu z listy PSL.
Żonaty od 1996 r. Z żoną Joanną posiadają dwie córki Martę i Monikę. Wspólnie prowadzą klub Nastula Club na warszawskich Bielanach.

## Odznaczenia
- Krzyż Kawalerski Orderu Odrodzenia Polski (2 września 1996, za wybitne osiągnięcia sportowe)[30]

## Filmografia
- 2003: Kasia i Tomek – judoka (odc. 31 seria III)
- 2018: Ikizama – bohater
- 2018: Lombard. Życie pod zastaw – występuje w roli samego siebie (odc. 81)